# Fernando Barbeito
Fernando Barbeito Delgado (* 17. Oktober 1968 in Barcelona) ist ein spanischer Handballtrainer und ehemaliger Handballspieler.

## Spielerkarriere

### Verein
Der 1,77 m große linke Außenspieler stand ab 1988 im Kader des FC Barcelona. Mit Barcelona gewann er in zehn Jahren national siebenmal die Liga Asobal, siebenmal die Supercopa, siebenmal die katalanische Liga, sechsmal die Copa del Rey, zweimal die Copa Asobal und einmal die Pyrenäen-Liga. International gewann er mit Barça einmal den Europapokal der Landesmeister (1990), dreimal die EHF Champions League, zweimal den Europapokal der Pokalsieger und einmal die EHF Champions Trophy. Von 1998 bis 2002 lief er für Portland San Antonio auf, mit dem er 2001 erneut die Champions League und die Champions Trophy sowie 2002 die spanische Meisterschaft errang.

### Nationalmannschaft
Mit der spanischen Juniorennationalmannschaft gewann Barbeito bei der U-21-Weltmeisterschaft 1987 und 1989 die Silbermedaille. Er bestritt von 1986 bis 1989 insgesamt 21 Partien mit der Juniorenauswahl, dabei erzielte er 37 Tore.
In der spanischen A-Nationalmannschaft debütierte Barbeito beim 30:23 gegen Österreich am 25. Februar 1990 in Stockerau. Bei der anschließenden Weltmeisterschaft 1990 warf er zwei Tore in sechs Partien und erreichte mit Spanien den 5. Platz. Bei den Goodwill Games 1990 gewann er mit der Mannschaft die Bronzemedaille. 1991 wurde die Auswahl Erster beim Supercup, 1992 Dritter beim World Cup. Bei der Weltmeisterschaft 1993 traf er zehnmal in fünf Einsätzen und belegte mit der Selección den 5. Platz. 1994 nahm er erneut an den Goodwill Games teil. Beim Supercup 1995 trug er am 24. November des Jahres letztmals das spanische Nationaltrikot. Insgesamt bestritt er 56 Länderspiele, in denen er 72 Tore erzielte.

### Erfolge
- Liga Asobal: 1989, 1990, 1992, 1996, 1997, 1998, 2002
- Copa del Rey: 1988, 1990, 1993, 1994, 1997, 1998
- Copa Asobal: 1995, 1996
- Supercopa: 1988, 1989, 1990, 1991, 1993, 1996, 1997
- Katalanische Liga: 1988, 1991, 1992, 1993, 1994, 1995, 1997
- Europapokal der Landesmeister: 1991
  - Finalist 1990
- EHF Champions League: 1996, 1997, 1998, 2001
- Europapokal der Pokalsieger: 1994, 1995
- EHF Champions Trophy: 1996
- U-21-Weltmeisterschaft: Silber 1987 und 1989

## Trainerkarriere
Von 2009 bis 2013 war Fernando Barbeito Assistent seines ehemaligen Trainers Valero Rivera bei der spanischen Nationalmannschaft, mit der er bei der 
Weltmeisterschaft 2011 die Bronzemedaille und bei der Weltmeisterschaft 2013 die Goldmedaille gewann. In der Saison 2013/14 übernahm er den Cheftrainerposten bei Esportiu Castelldefels. Von 2014 bis Dezember 2015 betreute er den spanischen Erstligisten Ángel Ximénez Puente Genil. Anschließend übernahm er die Männer-Handballnationalmannschaft von Bahrain. 2017/18 trainierte er gemeinsam mit Mariano Ortega die Saudi-arabische Männer-Handballnationalmannschaft. 2019 war er für die Männer-Handballnationalmannschaft der Vereinigten Arabischen Emirate zuständig. Zur Saison 2019/20 wurde er Assistent von Xavier Pascual Fuertes beim FC Barcelona, mit dem er je zweimal die spanische Meisterschaft, die Copa del Rey, die Supercopa, die Copa Asobal, den katalanischen Supercup sowie 2021 die Champions League gewann. Ab 2021 war als Barbeito Cheftrainer des französischen Erstligisten US Créteil HB tätig. Nach der Saison 2023/2024 beendete er sein Engagement in Frankreich. Seit dem Sommer 2024 trainiert er den ägyptischen Verein al Zamalek SC.

### Erfolge
- Weltmeisterschaft: Gold 2013, Bronze 2011
- Liga Asobal: 2020, 2021
- Copa del Rey: 2020, 2021
- Copa Asobal: 2020, 2021
- Supercopa: 2019, 2020
- Supercopa Cataluña: 2019, 2020
- EHF Champions League: 2021